# Star Premium
Star Premium (anteriormente Fox+ y Fox Premium) fue un grupo de canales de televisión por suscripción premium latinoamericano de origen estadounidense, propiedad de The Walt Disney Company Latin America y operado por Disney Media Networks Latin America desde Atlanta, Georgia, Estados Unidos, el cual también operó otras señales de televisión como Cinecanal y FXM. Se compuso de siete señales especializadas de películas y series en versión original, sin censura ni doblaje. 
Nació el 3 de noviembre de 2014 como sucesor directo de Moviecity, fundado el 1 de junio de 1997 por LAPTV. En 2013 LAPTV fue integrada dentro de Fox International Channels Latin America y el paquete de canales fue renombrado al año siguiente como Fox+ y posteriormente como Fox Premium. Desde el 22 de febrero de 2021, Fox Premium fue renombrado como Star Premium, así como todos los canales que forman el plan, debido a que la adquisición por parte de Disney no incluía el uso de la marca Fox.

## Historia
Antes de 2012, LAPTV operaba en Latinoamérica las señales Cinecanal, The Film Zone y el paquete Moviecity, que se componía de un canal Moviecity (estrenos recientes y producciones originales, lanzada en 1997), Citymix (misceláneo, 1997), Citystars (películas clásicas, 2004), Cityvibe (cine y series de acción, 2007), Cityfamily (familiar, 2009) y Citymundo (cine independiente, 2011). En 2012 LAPTV unificó los canales bajo la marca Moviecity, siendo renombrados como Moviecity Premieres, Moviecity Hollywood, Moviecity Classics, Moviecity Action, Moviecity Family y Moviecity Mundo respectivamente, además de lanzar señales en alta definición para todas las señales (excepto Moviecity Classics y Mundo). Además operaba dos señales adicionales en Brasil. En total, LAPTV operaba nueve canales premium más dos canales básicos y cuatro canales premium más dos canales básicos en alta definición, además de otros servicios adicionales (VOD e internet). Todas las señales eran propiedades de Fox Latin American Channels desde 2009 -empresa que habría adquirido a otros distribuidores su participación en LAPTV-, aunque esta última mantenía la operación del mismo.
En 2013 LAPTV dejó de existir como tal al ser fusionada e integrada dentro de Fox Latin American Channels, empresa que pasó a ser el operador de la marca. 
En 2014, Fox International Channels Latin America anunció el lanzamiento del paquete Moviecity como Fox+ además de la plataforma Fox Play+ para el entretenimiento multiplataforma; el inicio del servicio Fox Play+ fue en simultáneo con el lanzamiento del paquete Fox+. La innovación incluyó el rediseño y reestructuración de los canales premium Moviecity, y el lanzamiento de una séptima señal, Fox Comedy, sin cortes comerciales.
En 2012, su competidor HBO firmó con Universal Studios por lo cual comenzó a rodar filmes del 2014 para delante, y a partir del 2015, Fox dejó de emitir las películas de Universal solo en los canales premium, y HBO comenzaría a transmitir algunas películas del mismo estudio que fueron emitidas en los canales de Fox. En 2017, volvería a emitir los filmes de Universal emitiendo solo las películas que estrenaron en HBO.
En 2014, Fox+ dejó de emitir las últimas películas del estudio Dreamworks, empezando con Los Croods adelante por los canales prémium en toda Latinoamérica pero igual son transmitidas por su canal básico Fox Channel 2 años después de su estreno en la pantalla grande.
El 23 de diciembre de 2015, Fox International Channels anunció el lanzamiento para Brasil, a partir de febrero de 2016, del paquete de canales premium Fox+ que incluyó algunos de los canales premium de la programadora como Fox 1 y Fox Action así como acceso a la plataforma de Video On Demand (VOD) y TV Everywhere de contenidos exclusivos FoxPlay+.
El 11 de marzo de 2017 en Latinoamérica y Brasil el paquete de canales cambió su nombre de "Fox+ Premium" a Fox Premium. El canal Fox 1 también sufrió modificaciones, pasando a llamarse Fox Premium Series, exhibiendo solamente contenido de este tipo, a diferencia de antes, cuando exhibía películas estreno y series. Sin embargo, el nombre del canal fue dejado intacto en Brasil. 

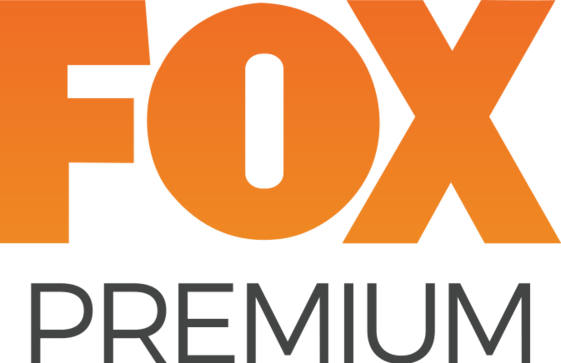
Anterior logo como Fox Premium desde 2018 hasta 2021.

Luego de la adquisición de 21st Century Fox por parte de Disney en 2019, y con tal de diferenciarla de la actual Fox Corporation, el 27 de noviembre de 2020 Disney anunció que los canales de Fox serían renombrados bajo el nombre Star, cuestión que se concretó el 22 de febrero de 2021.
Con los cambios realizados por Disney del cierre de 100 canales alrededor del mundo, incluida América Latina, además del lanzamiento de Star+ en la región que se concretó el 31 de agosto de 2021, el grupo cerró emisiones el 31 de enero de 2022.
En la madrugada del 1 de febrero de 2022, los canales del grupo cerraron emisiones, poniendo fin a 24 años y medio de transmisión, además de la eliminación de estas mismas señales por parte de varias operadoras de cable horas antes del cierre definitivo.

## Programación
La programación que emitía era de cine hollywoodense, cine independiente y cine internacional de países no especializados en la industria cinematográfica, como Argentina, España, China y Japón. Fue el primer canal en Latinoamérica que emitió su programación completamente en alta definición. 
La programación se componía de los estudios cinematográficos 20th Century Studios, Blue Sky Studios, Searchlight Pictures, Paramount Pictures, Miramax Films, Dimension Films, Hulu Originals, Universal Pictures (solo películas que habían sido estrenadas dos años antes en HBO), DreamWorks Animation (desde 2021 solo películas que habían sido estrenadas dos años antes en HBO al igual que Universal Pictures) y MGM (incluyendo aquellas asociadas con Sony Pictures Entertainment y Warner Bros. Entertainment).

## Canales
| Años           | Años 1990   | Años 1990   | Años 1990   | Años 2000   | Años 2000   | Años 2000   | Años 2000   | Años 2000          | Años 2000          | Años 2000          | Años 2000          | Años 2000          | Años 2000      | Años 2010  | Años 2010  | Años 2010           | Años 2010           | Años 2010    | Años 2010    | Años 2010    | Años 2010            | Años 2010            | Años 2010            | Años 2020            | Años 2020     | Años 2020     |
| Años           | 7           | 8           | 9           | 0           | 1           | 2           | 3           | 4                  | 5                  | 6                  | 7                  | 8                  | 9              | 0          | 1          | 2                   | 3                   | 4            | 5            | 6            | 7                    | 8                    | 9                    | 0                    | 1             | 2             |
| Nombre         | Movie Pack  | Movie Pack  | Movie Pack  | Movie Pack  | Movie Pack  | Movie Pack  | Movie Pack  | Movie Pack         | Movie Pack         | Premium ilimitado  | Paquete Movie City | Paquete Movie City | Moviecity Pack | Moviecity  | Moviecity  | Moviecity           | Moviecity           | Fox+         | Fox+         | Fox+ Premium | Fox Premium          | Fox Premium          | Fox Premium          | Fox Premium          | Star Premium  | Star Premium  |
| -------------- | ----------- | ----------- | ----------- | ----------- | ----------- | ----------- | ----------- | ------------------ | ------------------ | ------------------ | ------------------ | ------------------ | -------------- | ---------- | ---------- | ------------------- | ------------------- | ------------ | ------------ | ------------ | -------------------- | -------------------- | -------------------- | -------------------- | ------------- | ------------- |
| Hispanoamérica | Movie City  | Movie City  | Movie City  | Movie City  | Movie City  | Movie City  | Movie City  | Movie City         | Movie City         | Movie City         | Movie City         | Movie City         | Moviecity      | Moviecity  | Moviecity  | Moviecity Premieres | Moviecity Premieres | Fox 1        | Fox 1        | Fox 1        | Fox Premium Series   | Fox Premium Series   | Fox Premium Series   | Fox Premium Series   | Star Series   | Star Series   |
| Hispanoamérica | Cinecanal 2 | Cinecanal 2 | Cinecanal 2 | Cinecanal 2 | Cinecanal 2 | Cinecanal 2 | Cinecanal 2 | Cinecanal 2        | Cinecanal 2        | Cinecanal 2        | Citymix            | Citymix            | Citymix        | Citymix    | Citymix    | Moviecity Hollywood | Moviecity Hollywood | Fox Movies   | Fox Movies   | Fox Movies   | Fox Premium Movies   | Fox Premium Movies   | Fox Premium Movies   | Fox Premium Movies   | Star Hits     | Star Hits     |
| Hispanoamérica |             |             |             |             |             |             |             | Cinecanal Classics | Cinecanal Classics | Cinecanal Classics | Cinecanal Classics | Cinecanal Classics | Citystars      | Citystars  | Citystars  | Moviecity Classics  | Moviecity Classics  | Fox Classics | Fox Classics | Fox Classics | Fox Premium Classics | Fox Premium Classics | Fox Premium Classics | Fox Premium Classics | Star Classics | Star Classics |
| Hispanoamérica |             |             |             |             |             |             |             |                    |                    |                    | Cityvibe           | Cityvibe           | Cityvibe       | Cityvibe   | Cityvibe   | Moviecity Action    | Moviecity Action    | Fox Action   | Fox Action   | Fox Action   | Fox Premium Action   | Fox Premium Action   | Fox Premium Action   | Fox Premium Action   | Star Action   | Star Action   |
| Hispanoamérica |             |             |             |             |             |             |             |                    |                    |                    |                    |                    | Cityfamily     | Cityfamily | Cityfamily | Moviecity Family    | Moviecity Family    | Fox Family   | Fox Family   | Fox Family   | Fox Premium Family   | Fox Premium Family   | Fox Premium Family   | Fox Premium Family   | Star Fun      | Star Fun      |
| Hispanoamérica |             |             |             |             |             |             |             |                    |                    |                    |                    |                    |                | Citymundo  | Citymundo  | Moviecity Mundo     | Moviecity Mundo     | Fox Cinema   | Fox Cinema   | Fox Cinema   | Fox Premium Cinema   | Fox Premium Cinema   | Fox Premium Cinema   | Fox Premium Cinema   | Star Cinema   | Star Cinema   |
| Hispanoamérica |             |             |             |             |             |             |             |                    |                    |                    |                    |                    |                |            |            |                     |                     | Fox Comedy   | Fox Comedy   | Fox Comedy   | Fox Premium Comedy   | Fox Premium Comedy   | Fox Premium Comedy   | Fox Premium Comedy   | Star Comedy   | Star Comedy   |
| Brasil         |             |             |             |             |             |             |             |                    |                    |                    |                    |                    |                |            |            |                     |                     |              |              | Fox 1        | Fox Premium 1        | Fox Premium 1        | Fox Premium 1        | Fox Premium 1        | Star Hits     | Star Hits     |
| Brasil         |             |             |             |             |             |             |             |                    |                    |                    |                    |                    |                |            |            |                     |                     |              |              | Fox Action   | Fox Premium 2        | Fox Premium 2        | Fox Premium 2        | Fox Premium 2        | Star Hits 2   | Star Hits 2   |

- Star Hits: cine de estreno y películas de Hollywood.
- Star Series: series de estreno.
- Star Action: cine de acción y eventos deportivos.
- Star Comedy: películas de comedia.
- Star Fun: películas familiares e infantiles.
- Star Cinema: cine independiente, latinoamericano y europeos.
- Star Classics: películas clásicas.
- Star Hits (solo Brasil)
- Star Hits 2 (solo Brasil)

## Series

### Originales
- Sitiados: La otra cara de la conquista[14] (10 de mayo de 2015 - 4 de abril de 2018)
- 1 Contra Todos[15] (20 de junio de 2016 - 2020)
- Llámame Bruna[16] (9 de octubre de 2016 - 31 de enero de 2020)
- Rio Heroes: No Rules[17] (27 de febrero de 2018 - 7 de junio de 2019)
- Aquí en la Tierra[18] (20 de abril de 2018 - 4 de septiembre de 2020)
- Impuros[19] (19 de octubre de 2018 - 9 de enero de 2020)
- El general Naranjo (24 de mayo de 2019 - 1 de julio de 2020)
- Sitiados: México (26 de julio de 2019)
- Berko: el arte de callar (9 de agosto de 2019)
- El host: Amor sin reservas (T2) (10 de octubre de 2019 - 25 de diciembre de 2019)

### Adquiridas
- A Christmas Carol
- Apple Tree Yard[20]
- Ash vs. Evil Dead[21]
- Atlanta[22]
- Barracuda
- Baskets[23]
- Better Things[24]
- Black Sails[25][26][n. 1]
- Bless the Harts (BRA)
- Bless This Mess (BRA)
- Blunt Talk[27]
- Britannia[28]
- Chance[29]
- Condor
- Council of Dads
- Cuatro bodas y un funeral
- Da Vinci's Demons[30][31][n. 2]
- Devs
- El Bosque de Karadima[32]
- El capitán Camacho *
- Emerald City[33]
- Empire[34][35][n. 3]
- Escuelas Para Maridos México *
- False Flag[36]
- Feud[37]
- Flesh and Bone[38]
- Future Man[39]
- Fosse/Verdon
- Godfather of Harlem
- Gone
- Harlots[40]
- Homeland[41][42][n. 4]
- Kdabra *
- Law & Order True Crime: The Menendez Murders[43]
- Lee Daniels' Star
- Legión[n. 5]
- Lucky Ladies México' '*
- Lynch
- Manhattan
- Married
- Mayans
- Medici: Masters of Florence
- Mayday: Catástrofes Aéreas *
- Mrs. America
- Mayday: Informe Especial *
- Mr. Inbetween
- Neruda
- Outcast
- Outlander
- Palabra de Ladrón*
- Perfect Harmony (BRA)
- Phenoms Road to Russia*
- Pose
- Power
- Riviera
- Rubirosa
- Saints & Strangers
- Salem
- Shut Eye
- Sirens
- Single Parents
- Snowfall
- Stan Lee's Lucky Man
- Survivor's Remorse
- Taboo
- Talking Dead
- The Americans
- The Bastard Executioner
- The Girlfriend Experience
- The Enemy Within
- The Halcyon
- The New Pope
- The Path
- The Passage
- The Walking Dead
- The White Princess
- The White Queen
- The Young Pope
- This Is Us[n. 6]
- Tiempo Final *
- The Handmaid's Tale *
- Trust
- Tyrant
- Vikings
- What We Do in the Shadows
- Who?
- You're the Worst

- (*) Serie exclusiva en la App de Fox, para suscriptores de Fox Premium.

- (BRA) serie solo para Brasil.

## Eventos deportivos
- Eventos PPV de la WWE (en simultáneo con Fox Sports 1 en Chile)
- Eventos PPV de UFC (en simultáneo con ESPN, excepto Chile)
- Fórmula 1
- Primera División de España (solo disponible en Brasil).